# 格温纳 (北达科他州)
格温纳（英語：Gwinner）是美国北达科他州下属的一座城市。根据2010年美国人口普查，该市有人口753人。2011年估计该市有人口747人，相对于2010年，增长率为?0.80%。